# Nicolae Milescu
Nicolae Milescu sau Neculai Milescu Spătarul (n. 1636, Vaslui, Moldova – d. 1708, Moscova, Țaratul Rusiei) a fost un autor de literatură de călătorie și istorie, cărturar, traducător, călător, geograf și diplomat moldovean, activ atât în Moldova, cât și în Țaratul Rusiei.

## Biografie
Nicolae Milescu a fost fiul lui Gavril sulgerul, un mic boier din satul Milești, din ținutul Vasluiului. 
Este de menționat că Nicolae nu a semnat niciodată Milescu, ci numai Nicolaus Spatharius sau Nikolai Spafariί. Numele de „Milescu” i-a fost atribuit de Ion Neculce, după numele satului Milești, câștigat mai târziu de urmașii săi colaterali, și a fost preluat ulterior și de alții.
Nicolae Milescu a fost cunoscut și sub numele de Spătarul Milescu-Cârnu. Denumirea de „Spătarul” provine de la faptul că o perioadă a deținut funcția de  mare spătar la curtea domnului Gheorghe Ghica din Țara Românească (1659-1660). Porecla Cancelarul Milescu Nas-Cârn provine de la faptul că a fost mutilat de domn (Ștefăniță Lupu conform lui Ion Neculce, Iliaș Alexandru - după alte surse) pentru a i se potoli presupusele ambiții de a accede la domnie. Un om „însemnat” nu mai putea deveni domnitor.
S-a născut  lângă Vaslui, pe moșia tatălui său Gavril, care era posibil de origine aromână. A studiat la Marea Școală a Patriarhiei din Constantinopol, având ca dascăl pe Gabriel Vlassios.  După ce se întoarce la Iași, este numit „grămătic” , adică secretar al domnului Moldovei Gheorghe Ștefan. Între anii 1660 și 1664 a fost reprezentantul țării  (capuchehaie) în Imperiul Otoman, numit de domnitorul Țării Românești Grigore Ghica, și apoi trimis ca sol la Berlin și Stockholm, iar ulterior diplomat pe lângă Ludovic al XIV-lea. Nicolae Milescu vorbea limba română, limba latină, limba greacă, limba slavonă și limba rusă Totodată, cunoștea limbile turcă, franceză, italiană.

## Carieră
Între anii 1661–1668 efectuează prima traducere integrală în limba română a Vechiului Testament, având ca sursă principală textul grecesc din Septuaginta, apărută la Frankfurt în 1597. Aceasta a fost utilizată la traducerea Bibliei de la București.
L-a urmat pe Gheorghe Ștefan în exilul său la Stockholm și Stettin (1664-1667), și a vizitat Franța pentru a crea o alianță anti-otomană. În 1667 era  primit la Stockholm ca trimis al fostului domn, Gheorghe Ștefan, „Nicolaus Spadarius, baro ac olim Generalis Walachiae”.. În iulie 1667, Ludovic al XIV-lea răspundea lui Gheorghe Ștefan pentru scrisorile aduse de „le Baron Spatarius, cy-devant vostre Général”.
Se retrage din 1671 în Rusia. În anul 1671, patriarhul Dosoftei al Ierusalimului i-a scris țarului Aleksei Mihailovici al Rusiei, că la cererea sa i-l trimite pe Nicolae, fiul lui Gavril: „Am aflat că aveți nevoie de un om  pravoslavnic, care să cunoască diferite limbi. Vă trimitem așadar pe purtătorul acestei scrisori, Nicolae, fiul lui Gavril, om foarte învățat în latină și slavă, de asemenea în greacă; el va putea să învețe cu repeziciune și rusa și să facă tot felul de tălmăciri... Dumnezeu   vi-l trimite!  S-a născut în Moldova, dar tatăl său este grec din insula (sic) Peloponezului. El va fi foarte necesar la curtea măriei-voastre.” La curtea țarului Aleksei și la școala slavo-greco-latină înființată de Petru Movilă, Milescu face o impresie atât de bună, încât țarul îi încredințează diverse misiuni. La 14 decembrie 1671 a fost primit "în  rândul curtenilor (dvoreanini) în rîndul celor de la Moscova", ca interpret pentru limbile greacă, latină și română. În Moscova a lucrat în Departamentul solilor (Posolski Prikaz), ca șef al tălmacilor, sub protecția lui Artemon [sau Artimon]  Matveev. Ion Neculce, în cronica sa O samă de cuvinte  scrie că "Și pentru învățătura lui au fost terziman împăratului [Alexei Mihailovici] și învăța și pre fiul împăratului, pre Petru Alecsievici, carte. Și era la mare cinste și bogăție."
Nicolae Milescu este cunoscut pentru celebrul său periplu prin Orient (1675-1678), fiind considerat primul călător român în China.
Au rămas de la el „Jurnal de călătorie în China” (5 părți) și  „Descrierea Chinei”, opere de importanță geografică,etnografică și istorică. Jurnalul ...” este primul memorial de călătorie scris de un român.
Țarul Aleksei îl trimite în solie în China. Expediția durează mai mulți ani. În final totuși Spătarul nu se întâlnește cu împăratul acestei mari țări. Se pare că motivul a fost neacceptarea, din partea spătarului, a protocolului imperial pe care l-a considerat umilitor. Totuși, relatarea călătoriei întreprinse constituie un adevărat document istoric. Pe lângă descrierea moravurilor chinezești, întâlnim aspecte din Siberia, Mongolia.
În istoriografia rusă este cunoscut sub numele de Nikolai Spafari (Spatar). Lucrarea sa De la Tobolsk până în China (note de călătorie) este editată în 1888 de G. Sion, într-o traducere neștiințifică, după un manuscris grecesc eronat. (Șerban Cioculescu, op.cit. p. 25).

## Opera (ediții)
- Jurnal de călătorie în China, traducere, ediție îngrijită și prefață de Corneliu Bărbulescu, București, ESPLA, 1956 (reeditări, 1958, 1962, 1974, 1987).Jurnalul...a fost scris în l. slavonă de către Nicolae Milescu
- Descrierea Chinei, traducere, ediție îngrijită și prefață de Corneliu Bărbulescu, București, ESPLA, 1958 (reeditare, 1975);
- Raportul de stat (Stateini Spisok) al soliei lui N. Spătaru în China. Tipărit la Sankt Petersburg, 1906
- Aritmologhia [Aritmologhion], Etica și originalele lor latine, ediție critică, studiu monografic, traducere, note și indici de Pandele Olteanu, București, Editura Minerva, 1982.
- Enchiridion sive Stella orientalis Occidentali splendens ( în trad. Manual sau steaua răsăritului luminând apusul), Paris, 1667
- Dicționar slavo-grec-latin (în l.slavă, în manuscris)
- Genealogia marilor împărați și prinți ruși. Trad. din l latină în  l. slavonă ( împreună cu Petre Dolgov), 1674
- Vasiliologhion, adică cronologia tuturor împăraților lumii (în l. rusă , în manuscris)
- Cronica pre scurt a Moldovenilor (în l. română, manuscris), circa 1663
- Cartea Tătarilor (manuscris în l. greacă), 1677

## Recunoaștere contemporană
Banca Națională a României a pus în circulație, în scop numismatic, începând cu data de 31 octombrie 2011, o monedă din argint dedicată aniversării a 375 de ani de la nașterea lui Nicolae Milescu.

## Galerie imagini

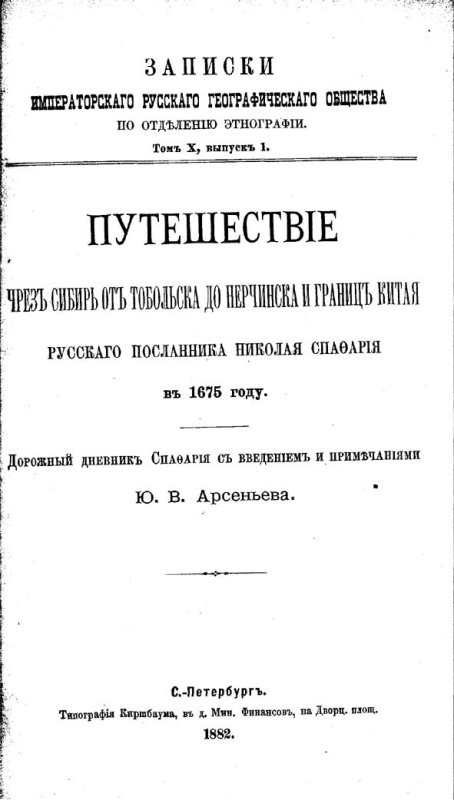
Călătoriile prin Siberia până la granițele chineze, publicată în St. Petersburg în 1882
Bustul lui Nicolae Milescu Spătarul, în fața Bibliotecii Judetene "Nicolae Milescu Spatarul" din Vaslui
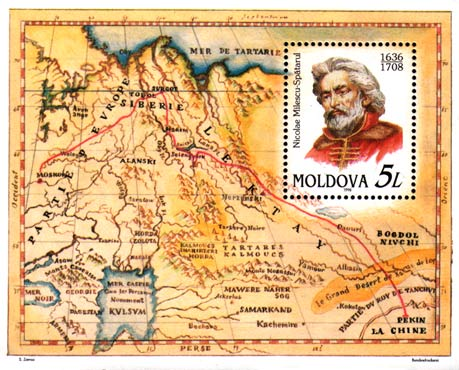
Timbru comemorativ al lui Nicolae Milescu-Spătaru